# Ungernia oligostroma
Ungernia oligostroma är en amaryllisväxtart som beskrevs av Mikhail Grigoríevič Popov och Aleksei Ivanovich Vvedensky. Ungernia oligostroma ingår i släktet Ungernia och familjen amaryllisväxter. Inga underarter finns listade i Catalogue of Life.